# Rotecastello
Rotecastello è una frazione del comune di San Venanzo (TR).
Il paese si trova a 358 m s.l.m. e a circa 3 km a sud ovest del capoluogo di comune, a breve distanza dalla strada che congiunge Marsciano, in pianura, al monte Peglia passando per San Venanzo. I residenti sono 12.

## Geografia fisica
Alle pendici del borgo scorre il Calvana, che scava l'omonima gola (Gola del Calvana).

## Storia
La fortezza del castello venne edificata nel XII secolo, in cima ad una collina. Il castello era difeso da alte mura di cinta e da un fossato. Al suo interno vennero costruite ben sei torri, per meglio controllare la vallata sottostante. Di queste rimane solo quella situata al centro del paese, sottoposta ad un restauro nel 1982.

## Società
Abitanti censiti

## Economia e manifestazioni
I primi giorni del mese di agosto sono l'occasione per una rievocazione storica degli usi e costumi medievali. Durante la festa di Agosto in Medioevo, il piccolo borgo si anima di figuranti in costume che rivivono gli antichi mestieri ed usanze del luogo.
Le uniche attività del luogo sono un piccolo ristorante e un laboratorio artistico artigianale di mosaico.

## Monumenti e luoghi d'arte

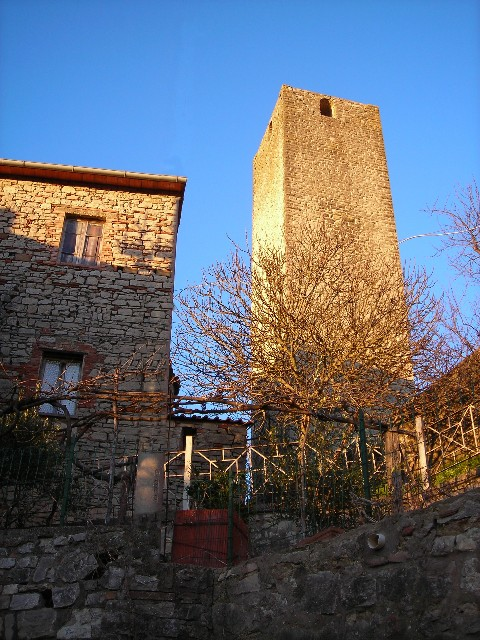
La Grande Torre di Rotecastello.

- Il Castello (XII secolo), ancora intatto, dotato di una fitta rete di camminamenti sotterranei e di una porta ad arco per l'accesso;
- Chiesa della Madonna della Neve, conserva ancora alcuni affreschi rinascimentali;
- Grande Torre di Rotecastello, in ottime condizioni;
- Chiesa di S. Michele Arcangelo, con dipinti del XVIII secolo.

## Sport
- Campo da calcetto.